# Español chileno

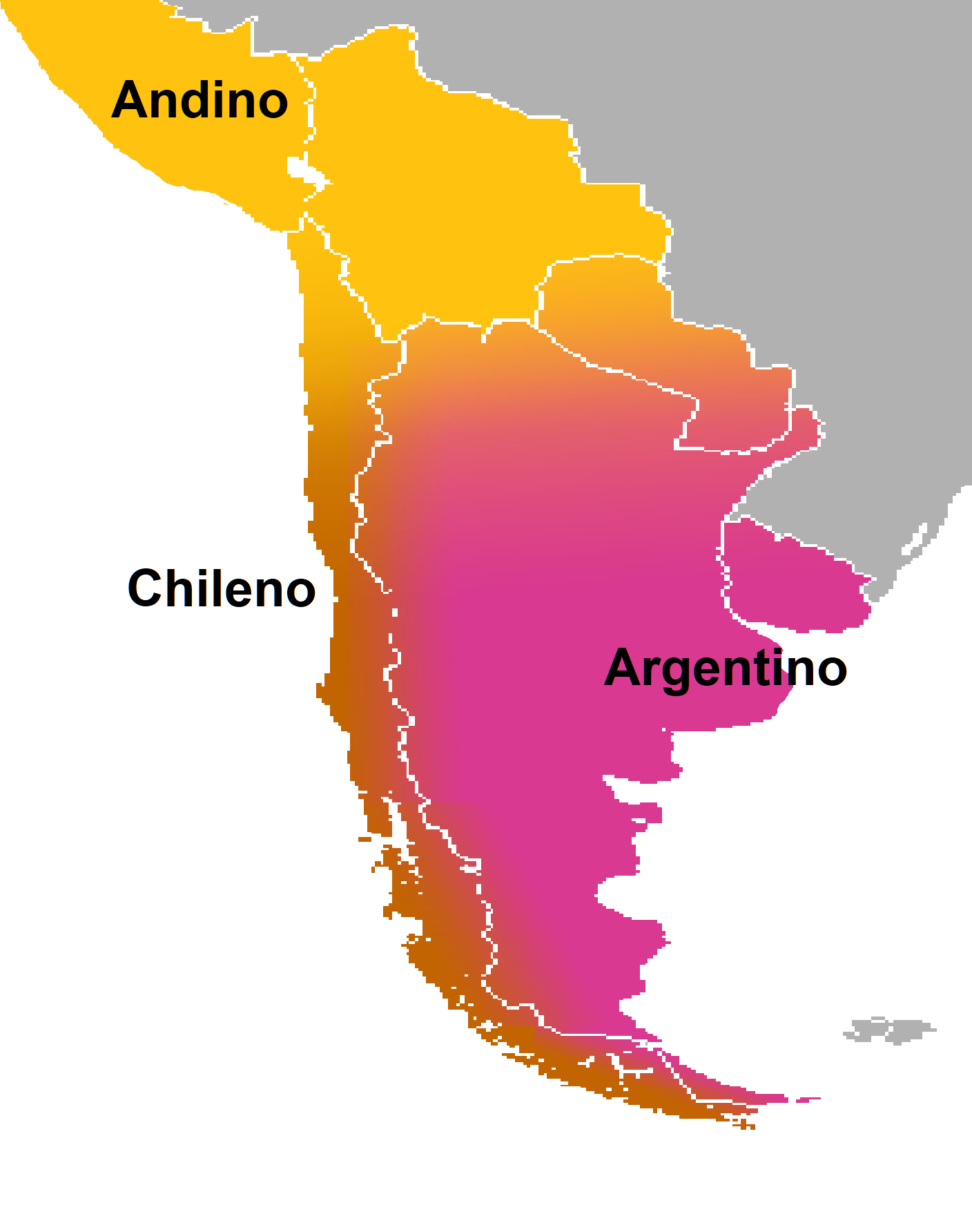
Mapa esquemático donde se representan, sin sus variantes regionales, los tres dialectos del español presentes en la mitad austral de América del Sur, según uno de varios esquemas.
Se advierten las mixturas entre las variantes chilena —en color pardo—, rioplatense o argentina —en fucsia—, y andina —en amarillo—.

El español de Chile, castellano chileno o dialecto chileno (es-CL) es la variedad del español propia de dicho país que suele considerarse una unidad independiente en los estudios para establecer las zonas dialectales americanas. Presenta ciertas diferencias a lo largo de su área de distribución geográfica, y entre las distintas clases sociales y generaciones. El español, el idioma oficial de facto y la lengua administrativa de Chile —donde también recibe el nombre de «castellano», reminiscencia de la denominación original del español—, es hablado por el 99,3 % de los chilenos (2002). En el país también se hablan, en menor medida, el español andino y el español chilote.
En zonas limítrofes de Argentina con Chile, se puede escuchar a los hablantes expresarse con una pronunciación y entonación similares a las del español chileno y algunas palabras de él; sin embargo, pese a las semejanzas, el uso del idioma, gran parte del léxico y las estructuras utilizadas corresponden totalmente al español rioplatense. Esta situación se registra principalmente en la región geográfica argentina de Cuyo, particularmente en la ciudad de Mendoza, mientras que en la Patagonia chilena se mezclan rasgos chilenos con otros chilotes y rioplatenses.
Pese a que en el ámbito doméstico se registran simultáneamente casi todas las particularidades que se describen más adelante, en situaciones formales las diferencias con el «español estándar» son menores y suelen restringirse a la pronunciación y al léxico.

## Formación del español de Chile

### Antecedentes
De acuerdo con la teoría lingüística andalucista, la más aceptada desde las últimas décadas del siglo XX en adelante, el español de Chile —tanto como el del resto de Hispanoamérica— es fruto de la convergencia de diversos dialectos del español de España hacia una lengua común o koiné, entre los que el andaluz fue el más influyente.
Los argumentos que fundamentan esta teoría son tanto externos (sociodemográficos) como internos (lingüísticos):
- Sobre los aspectos sociodemográficos, de acuerdo a datos aportados por Peter Boyd-Bowman, los españoles venidos a América procedían mayoritariamente de la zona sur de España, con un abrumador 60 %; respecto de las mujeres, dos de cada tres procedían específicamente de Sevilla.[19][20]

[...] el 60% de los españoles venidos a América entre 1493 y 1508 son andaluces. Aunque en la década siguiente este grupo se reduce al 37%, continúa siendo mayoritario [...]. Si a este número agregamos los extremeños y castellanos nuevos, los oriundos del sur de España suben al 80% de los pobladores blancos de América.

- En lo relativo a los aspectos lingüísticos, los fenómenos característicos del «español koiné» (el seseo, el yeísmo, la aspiración de /-s/ implosiva, la síncopa de /-d-/ intervocálica, la glotalización de /x/, la neutralización de la oposición de las líquidas /-l, -r/ implosivas, y la neutralización de los pronombres «vosotros/ustedes», entre otros)[22] han sido documentados en el dialecto andaluz antes del siglo XV, lo que indica que no surgieron en América en evolución paralela al andaluz —como propugnaba la tesis antiandalucista— ni son fruto del contacto con las lenguas de sustrato —como defendían los sustratistas a principios del siglo XX—, sino que fueron importados a América por hablantes del sur de España.

### Desarrollo
El período inicial de convergencia hacia una variedad koiné comenzó en Chile con la llegada de los españoles y tuvo una duración aproximada de sesenta años, según estimaciones de Germán de Granda. Luego, en Hispanoamérica se inició una etapa de regionalización, marcada por la divergencia del «español koiné» hacia distintas variedades dialectales. En el caso de Chile, esta etapa implicó:
- un proceso de vernacularización, que hizo que el «español koiné» se tiñera de características particulares fruto de la especial composición demográfica de la región y, más tarde,
- un proceso de estandarización tardía, que hizo retroceder fenómenos poco valorados socialmente, reemplazándolos por variantes de prestigio. En el caso de Chile, la estandarización tardía explica, por ejemplo, el retroceso de la glotalización de /x/ hacia una variante velar palatalizada y la restricción de la neutralización de líquidas a zonas rurales o a variedades sociolectales bajas.[23]

El español de Chile es considerado una unidad independiente en los estudios para establecer las zonas dialectales americanas y «un producto genuino e inimitable por el resto del universo lingüístico del español». En 2021 el periódico español El Mundo lo describió como «el más difícil de clasificar, el más reconocible por su melodía, por sus modismos y por lo que tiene de disruptivo».

### Variantes
Teniendo en cuenta el vocabulario —que presenta ciertas diferencias a lo largo de su área de distribución geográfica, y entre las distintas clases sociales y generaciones—, el español de Chile se divide en cuatro zonas:
- nortina («[donde] existe una leve influencia del quechua»).[9]
- central (donde se encuentra la capital chilena, Santiago, «principal centro de irradiación cultural»).[28]
- sureña («[donde] proliferan las voces de origen mapuche, poco conocidas, o desconocidas, en la zona central»).[28]
- chilota («la más relevante [...] por el carácter arcaico de su lengua»).[28]

Existen diferencias sobre todo de entonación en el nivel fónico, mientras que no hay mayor variación en el nivel morfosintáctico.

## Fonética y fonología

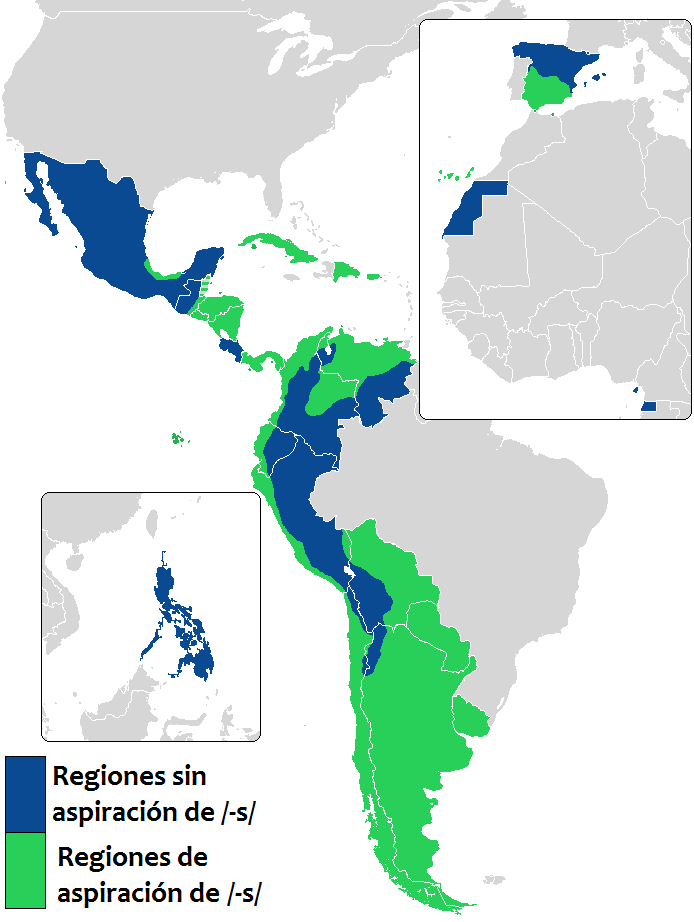
Áreas del dominio del español que presentan aspiración de /-s/ implosiva

Desde la independencia de Chile, en el ámbito fonológico «se puede observar un aumento paulatino del yeísmo [...], fuera de la aspiración de la /s/ ante consonante [...], su  pérdida cada vez mayor en posición final de una palabra [...], y la aparición de una variante del fonema que representamos con la letra <ch>, pronunciada más o menos como la <sh> del inglés».
Fenómenos compartidos con la mayoría de las variedades del español
- El seseo:[30] indistinción entre los sonidos /s/ (fricativa alveolar sorda) y /θ/ (fricativa dental sorda), representados por las grafías «s» y «ce/ci, z», respectivamente;[31] lo que produce algunos homófonos («abrasar - abrazar», «casa - caza», «cima - sima», «cocer - coser», por ejemplo). El primer sonido, [s], se pronuncia en todos los casos. Este fenómeno lingüístico se originó en el reajuste de las sibilantes ocurrido entre los siglos XVI y XVII.
- El yeísmo:[32] indistinción entre los sonidos /ʎ/ (aproximante lateral palatal sonora) y /ʝ/ (fricativa palatal sonora), representados por las grafías «ll» y «y», respectivamente; [31] lo que produce algunos homófonos («baya - valla - vaya», «calló - cayó», «aya - halla - haya», «holló - oyó», por ejemplo). El primer sonido, [ʎ], aparece solo en un número muy reducido de hablantes bilingües —las lenguas autóctonas aimara, mapuche y quechua cuentan con este fonema— y entre personas de edad avanzada de la Región de Ñuble. En el resto del país se ha neutralizado la diferencia entre ambos fonemas, y la realización más frecuente es la de [ʝ]; entre las otras pronunciaciones encontradas en Chile, se cuentan [j] (aproximante palatal sonora), más frecuente en el norte del país; y [d̠͡ʒ] (africada postalveolar sonora).[33]

Fenómenos compartidos con algunas variedades
- La aspiración de la «s» en posición implosiva; es decir, al final de una sílaba.[28] Por ejemplo, «estas manos» se pronuncia ['eh.tah 'mã.noh ].[3] La aspiración, evitada a veces en el habla formal, tiene un sonido como en la mitad sur de España.
- La síncopa de la «d» intervocálica, sobre todo en las terminaciones «-ado, -ada», «-ido, -ida», y la elisión de la «d» al final de palabra,[29] como en la mitad sur de España y en otras de las llamadas «hablas de las tierras bajas», en el lenguaje coloquial:[3] «salado» se pronuncia [sa'la.ð̞o] o [sa'la.o] y «salada», [sa'la.ð̞a], [sa'la:] o [sa'la]; «realidad» se pronuncia [reali'ðað̞] o [reali'ða].
- Pese a ser una de las «hablas de las tierras bajas», la «n» final se pronuncia /n/ (nasal alveolar), como en los Andes o el norte de España, y no /ŋ/ (nasal velar), como en otras zonas costeras de América.[cita requerida]

Fenómenos compartidos con pocas variedades
- El grupo «tr-» se pronuncia como [t͡ɹ̝̥] (africada retrofleja sorda),[29] sonido que se considera inculto, pero que a principios del siglo XXI ya se registra en amplios sectores de la sociedad.[3] Lingüistas como Rodolfo Lenz postulaban que este rasgo se debía a la interferencia del mapudungun, que tiene este sonido como un fonema aparte; sin embargo, la teoría en boga, defendida por Amado Alonso en tiempos de Lenz, afirma que se trataría de un fenómeno no propio, ya que se puede encontrar también en el español paraguayo, el español del nordeste argentino y, menos estridentemente, en el español andino, español costarricense y español mexicano.[34]
- La fricativización del sonido /t̠͡ʃ/ (africada postalveolar sorda), «ch»; es decir, se pronuncia [ʃ] (fricativa postalveolar sorda), «sh»,[28] como en la región meridional de Andalucía occidental, zonas ribereñas del Caribe y el noroeste de México. Ocurre en los estratos menos educados de la población y en zonas rurales de todo Chile de forma general y está fuertemente estigmatizado.[3] El sonido [ʃ] se evita incluso al decir palabras originadas en otras lenguas cuya pronunciación correcta es con dicho sonido —por ejemplo, muchos dicen «suchi» (sut̠͡ʃi) por «sushi» (suʃi), para no ser clasificados como pronunciadores de [ʃ] y evitar el estigma asociado— o al pronunciar otros idiomas, como el inglés «show» o el francés «Michelle».[35]

Otros fenómenos
- Por ultracorrección, y para evitar el poco prestigioso sonido /ʃ/, hay quien pronuncia la africada postalveolar sorda, /t̠͡ʃ/, como una africada sorda con oclusión prolongada [tt͡ʃ].[36]
- La prótesis de [ɣ] (fricativa velar sonora) ante los diptongos /wa/, /we/ y /wi/,[29] por ejemplo: «huaso», ['ɣwa.so] ('guaso'), «huevo», ['ɣwe.β̞o] ('güevo'), «huincha», ['ɣwin.t͡ʃa] ('güincha').
- Además de [b] (plosiva bilabial sonora) y [β̞] (fricativa bilabial sonora), el fonema /b/ tiene el alófono [v] (fricativa labiodental sonora),[37] según se ha registrado en el habla de Concepción, cuya existencia ha sido negada en el idioma español.[38]
- La palatalización de las plosivas y fricativas velares sordas y sonoras; es decir, los sonidos /k/, /g/, /x/ y /ɣ/ se pronuncian [c], [ɟ], [ç] y [ʝ], respectivamente, delante de las vocales anteriores «e/i»: «queso», ['ce.so], «guitarra», [ɟi't̪a.ɹa], «jefe», ['çe.fe], «mi guitarra», [mi.ʝi't̪a.ɹa] (en este último caso, la «g» intervocálica en las sílabas «-gue» y «-gui», al pronunciarse fuertemente con el paladar, se parece mucho a la y común castellana).[39]
Otras fuentes indican que es un fenómeno general debido a la distribución complementaria o coarticulación (en el español chileno, las consonantes velares suelen realizarse palatalizadas; cuando estas se combinan con las vocales palatales e/i, el resultado es una variante más adelantada de lo que se puede encontrar en otras variedades dialectales).[40]

## Morfología y sintaxis

### Características
- Como en toda Hispanoamérica, el pronombre de segunda persona plural es «ustedes», acompañado por las conjugaciones en tercera persona plural: «Ustedes saben lo que podría pasar».
- Repetición innecesaria de los pronombres personales me, te y se y los pronombres clíticos lo(s) y la(s), antes y después del verbo: me voy a irme, te las voy a dártelas, se va a caerse y lo(s) vine a buscarlo(s) / la(s) vine a buscarla(s). Este modo de hablar es considerado propio de personas con escasa educación formal.
- Un rasgo común a la mayoría de las variedades actuales del español es el escaso uso de las conjugaciones en futuro simple, reemplazadas por el futuro perifrástico («ir a + verbo en infinitivo»). Así, la frase «iré al cine mañana» se reemplaza por «voy (a ir) al cine mañana». Las conjugaciones en el futuro del modo indicativo se usan para indicar una duda o conjetura: «¿será esa la micro que nos sirve?» o «ahí viene el Martín con una mochila: me pregunto si traerá lo que le encargué».
- El pretérito imperfecto del modo subjuntivo se da más en textos narrativos y obras dramáticas y menos en ensayos, textos técnicos y científicos, y diarios. Aunque la variante -ra es mayoritaria en Chile, el uso de la variante -se podría relacionarse con el género discursivo, el verbo que se esté conjugando o incluso la persona y número gramatical.[41]
- En el habla popular, las conjugaciones del modo imperativo de un pequeño número de verbos tienden a ser homogéneas y coincidir con la tercera persona singular de indicativo —el imperativo de «hacer» es «haz» o «hace»; el de «poner», «pon» o «pone»; y el de «salir», «sal» o «sale»—. Un caso particular, común a todos los hablantes del castellano de Chile, ocurre con el verbo «ir», cuyo imperativo es «anda» y no «ve» (el imperativo «ve» se reserva para el verbo «ver»: ve la hora). Por ejemplo: «ándate de aquí».
- El queísmo es socialmente aceptado y se usa en los medios de comunicación mientras que el dequeísmo es socialmente evitado.[42]
- No existe el laísmo ni el loísmo.[cita requerida]
- La poca utilización del posesivo nuestro(a), que se suele reemplazar por de nosotros. Por ejemplo: «ándate a la casa de nosotros», en vez de «vete a nuestra casa».[cita requerida]

### Voseo

#### Antecedentes

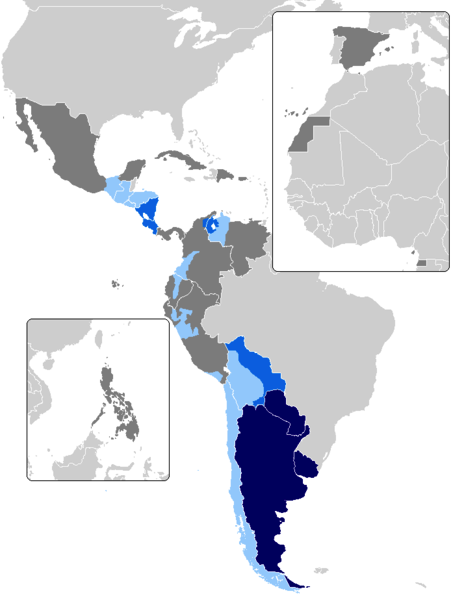
Mapa del voseo. En celeste, las zonas donde coexisten voseo y tuteo, como el territorio chileno

El voseo dominaba el habla culta y era generalizado en Chile hasta que Andrés Bello, nacido en la capital venezolana y rector de la Universidad de Chile (1843-1865), condenó su empleo y llevó a cabo una campaña normativa en favor del tuteo; desde entonces, el sistema educativo chileno lo ha ignorado y ha colaborado para su progresiva extinción. Sin embargo, el voseo continuó siendo norma rural o subestándar y parte del registro informal —o incluso vulgar con el empleo del voseo pronominal, considerado o mucho más coloquial o mucho más despectivo que el voseo verbal—; su uso verbal comenzó a recuperar terreno entre los jóvenes del centro del país en la década de 1960 y desde entonces ha seguido propagándose: se ha expandido entre personas de todas las edades y clases sociales, y extendido hacia el norte y el sur del país.

#### Características
En el registro formal, el pronombre «usted» se reserva para las relaciones de mayor respeto, poder o distancia. En cambio, en el registro informal, con diferencias de acuerdo al estrato social y a la zona geográfica de Chile, la forma de tratamiento para la segunda persona singular fluctúa entre «tú» y «vos» con el uso de conjugaciones verbales especiales y la correspondiente aspiración o elisión del fonema /s/: aunque el pronombre «tú» se usa con las conjugaciones comunes del tuteo, lo más frecuente es que, en un contexto de mayor familiaridad, se combine con el voseo verbal, es decir, con las conjugaciones del voseo chileno. El pronombre «vos» se utiliza en un contexto o de mucha confianza o para mostrar desdén.
Las conjugaciones del voseo verbal de Chile —en que las desinencias verbales «-áis/-ais», «-íais» eliden el fonema /s/ y se vuelven «-ái/-ai» «-íai», respectivamente; la que finaliza en «-éis» monoptonga en «-ís» y aquella que termina en «-ís» se conserva, a lo que debe añadirse la correspondiente aspiración del fonema /s/— son diferentes a las del voseo más extendido en Sudamérica (Argentina, Bolivia, Colombia, Paraguay y Uruguay) y Centroamérica (Costa Rica, El Salvador, Guatemala, Honduras y Nicaragua). Además, no se restringe tan solo al presente de indicativo; de hecho, se trata de la variante en que el uso del voseo verbal está más distribuido por los distintos modos y tiempos verbales, si bien es la única donde el voseo en modo imperativo se da solo de forma marginal. Las conjugaciones del voseo verbal chileno también se utilizan en el noroeste argentino y se asemejan a aquellas usadas en el sur peruano.
En esta forma, el presente indicativo del verbo «ser» se conjuga como «soi» pues procede del voseo reverencial «vos sois», aunque también, por ultracorrección, se conjuga «erís».

#### Flexión verbal
En la tabla siguiente, se presenta una comparación entre los diferentes modos de conjugar verbos en voseo (reverencial, chileno e internacional) y tuteo:
Nota: se excluyen la forma afirmativa del modo imperativo y los tiempos compuestos.
| Forma de tratamiento | Forma de tratamiento | Conjugación | Modo indicativo      | Modo indicativo           | Modo indicativo             | Modo indicativo                | Modo subjuntivo       | Modo subjuntivo               |
| Forma de tratamiento | Forma de tratamiento | Conjugación | Presente             | Pretérito imperfecto      | Futuro                      | Condicional                    | Presente              | Pretérito imperfecto          |
| -------------------- | -------------------- | ----------- | -------------------- | ------------------------- | --------------------------- | ------------------------------ | --------------------- | ----------------------------- |
| Voseo                | reverencial          | -ar -er -ir | cantáis coméis vivís | cantabais comíais vivíais | cantaréis comeréis viviréis | cantaríais comeríais viviríais | cantéis comáis viváis | cantarais comierais vivierais |
| Voseo                | chileno              | -ar -er -ir | cantái comís vivís   | cantabai comíai vivíai    | cantarís† comerís† vivirís† | cantaríai comeríai viviríai    | cantís comái vivái    | cantarai comierai vivierai    |
| Voseo                | internacional        | -ar -er -ir | cantás comés vivís   | cantabas comías vivías    | cantarás comerás vivirás    | cantarías comerías vivirías    | cantés* comás* vivás* | cantaras comieras vivieras    |
| Tuteo                | Tuteo                | -ar -er -ir | cantas comes vives   | cantabas comías vivías    | cantarás comerás vivirás    | cantarías comerías vivirías    | cantes comas vivas    | cantaras comieras vivieras    |

† Raramente usadas; se prefieren las formas correspondientes del tuteo.
* El rioplatense prefiere las formas correspondientes del tuteo.

## Léxico

### Léxico básico
El léxico básico del español de Chile, compuesto por los vocablos de mayor uso en el país, consta de 4831 vocablos, según indica el diccionario Léxico básico del español de Chile de María Natalia Castillo Fadic (2021).

Al cotejar nuestros resultados con los que obtuvo Morales (1986, págs. 31-32) en Puerto Rico hace ya más de un cuarto de siglo, basándose en parámetros similares, observamos 72 coincidencias entre los cien vocablos más usados en Chile y los cien más usados en Puerto Rico. Algunas de estas divergencias se explican por lematizaciones diversas, por lo que sería precipitado suponer que dan cuenta por sí solas de diferencias dialectales o diacrónicas; más aún cuando constatamos que los cien vocablos de mayor uso en Puerto Rico que no están dentro de nuestros cien más usados, sí forman parte de nuestro léxico básico, en otros rangos. De aquí se desprende que el léxico que conforma el núcleo estadístico del español de Chile no cabe dentro de la categoría de chilenismo, entendido este desde una perspectiva diferencial.

### Léxico diferencial
Las palabras que se usan en Chile que no aparecen en el Diccionario de la lengua española de la Real Academia Española —o lo hacen con diferencias gramaticales, léxicas o semánticas—, han sido registradas por distintos diccionarios de chilenismos: Diccionario de chilenismos (1875, el primero de ellos), de Zorobabel Rodríguez; Diccionario etimológico de las voces chilenas derivadas de lenguas indígenas americanas (1904-1910), de Rodolfo Lenz; Diccionario de chilenismos y de otras voces y locuciones viciosas (1901-1916), de Manuel Antonio Román; y Chilenismos: apuntes lexicográficos (1928), de José Toribio Medina, por ejemplo. El más actualizado y el que presenta mayor número de entradas es el Nuevo diccionario ejemplificado de chilenismos y de otros usos diferenciales del español de Chile (2010), de Félix Morales Pettrorino, Óscar Quiroz Mejías y Patricia Arancibia Manhey, elaborado por lingüistas y fundamentado en lingüística de corpus.

#### Palabras comunes en el lenguaje coloquial chileno
En la vigesimotercera edición del Diccionario de la lengua española (2014), se cuentan 2214 chilenismos o términos propios del español chileno. Algunas características palabras coloquiales de esta variedad son:

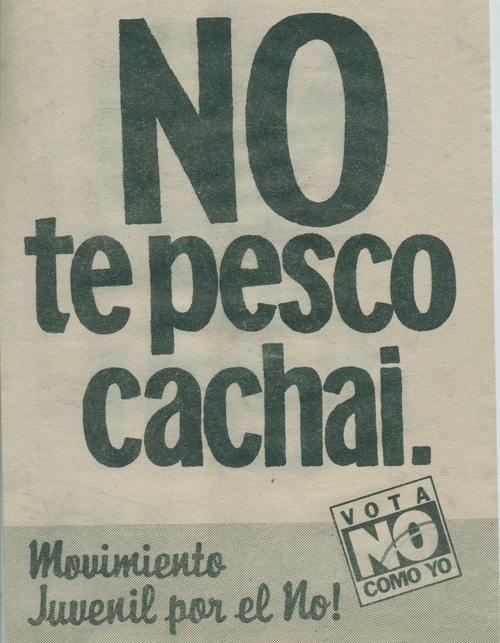
Panfleto dirigido a los jóvenes durante el plebiscito de 1988: «NO te pesco cachái» (‘NO te tomo en cuenta, ¿sabes?’)

- altiro[56] o al tiro[2][57] (también, en tono humorístico y con rima, al tirante, mi comandante):[58] «en el acto», «de inmediato».
- Antártica (del adjetivo latino antarcticus, y este a su vez del griego ανταρκτικως, antarktikōs, 'opuesto al Ártico'):[59] aunque no es una palabra coloquial, es mayoritario el uso del término etimológico Antártica por sobre Antártida para designar ese continente.
- ¿cachái? —expresión, más frecuentemente usada por la juventud, de la forma de la segunda persona singular del presente indicativo en forma voseante (tipo 2) del verbo «cachar» (probablemente del verbo inglés to catch[60] o de una evolución del vocablo en desuso «catar», según los estudiosos de la evolución histórica del español en Chile)—: «¿comprendes?», «¿entiendes?», «¿sabes?», «¿te das cuenta?» o «¿ves?».
- de repente (locución adverbial propia del español, «súbitamente»): en Chile adopta también el significado de «a veces» y de forma coloquial, como en República Dominicana, Uruguay y Venezuela, de «posiblemente».[61]
- denante (del latín de in ante)[62] o denantes (de denante con la s de detrás)[63] (también endenante[s], enenantes,[64] considerado vulgar): «antes», «hace un momento».
- fome:[65] «aburrido» o «sin gracia».
- huevón (del sustantivo vulgar «hueva», ‘testículo’):[66] término que, originalmente, era peyorativo y una palabrota usada para calificar a alguien de «flojo y torpe»,[67] pero que se ha convertido en una palabra multívoca;[35] dependiendo del contexto y la prosodia, abarca desde un insulto [a las capacidades intelectuales de alguien] hasta un sinónimo de «persona» e incluso se utiliza como muletilla.[67]
Del sustantivo «hueva», también derivan: ahuevonado [usado para significar ‘estúpido, idiota, poco atento o inoportuno’ pues «huevón» ha perdido parte de su carácter despectivo], huevada, huevear, hueveo, huevicheo, huevinca, huevonaje, huevoncete, huevoncito, huevonear y hueveta.[68]
- po o pos (monoptongación de la conjunción ‘pues’ pronunciada con elisión o aspiración del fonema /s/): coloquialismo usado al final de una frase como enfatizador —en el caso de este término, además de Chile, solo en el dialecto andaluz es donde se pronuncia de una manera muy similar («po'») o también de una manera más o menos abierta («pué'»), pero no se utiliza como coletilla final de la frase, sino como sustituto de 'pues'—.
- ya:[2] «sí» o «bueno» (ante una invitación o sugerencia).

#### Préstamos léxicos

##### Origen
Esta variedad ha recibido aportes mayormente de tres fuentes distintas:
- Los idiomas autóctonos, como el mapudungun, el quechua y el aimara, entre otros.[69][70]
- Los idiomas alóctonos, que dejaron algunas palabras traídas por los inmigrantes europeos no hispanos llegados desde mediados del siglo XIX, incluyendo el inglés.[71]
- El español rioplatense, por la influencia de Argentina.

##### Préstamos léxicos de origen mapuche
En la vigesimosegunda edición del Diccionario de la lengua española (2001), se cuentan 302 términos de origen mapuche que abarcan distintos campos semánticos.
Algunas palabras —excluyendo aquellas que se refieren a comidas típicas, a plantas y a animales endémicos— comúnmente usadas de origen mapuche son:
| Voz              | Mapuche                      | Significado original | Significado |
| ---------------- | ---------------------------- | --- | --- |
| apercancar[se]   | perkan                       | | llenar la ropa de hongos; ponerse la ropa amarillenta y de mal olor (también percanearse) |
| cahuín           | kawiñ                        | banquete con ocasión de rogativas; fiesta, a veces enredada con borracheras                                                                                       | ha tomado el sentido de un chisme, un enredo de «dimes y diretes» o, también, una fiesta algo clandestina o una batahola                                                                         |
| chalcha, charcha | chalcha                      | papada | papada, capa de grasa subcutánea que cuelga; cosa de mala calidad |
| chamanto         | chamall                      | manta de lana | manta de dos caras finamente tejida |
| chape            | chape, trapel; trapelün      | trenza, trenzado; trenzar, amarrar | trenza |
| chape            | chape, trapel; trapelün      | trenza, trenzado; trenzar, amarrar | persona hostigante e insistente |
| cuncuna          | kungkuna                     | oruga | oruga |
| curiche          | kurü + che                   | negro + gente | persona de piel oscura o negra |
| funa             | funa, funan                  | podrido, pudrirse | ruina, lo que arruina o echa algo a perder; boicot, cancelación |
| guarén           | waren                        | | rata noruega |
| guata            | wata o watra                 | | estómago, vientre |
| huifa            | wifilün                      | contonearse con elegancia, sensualidad y donaire | interjección para expresar alegría |
| laucha           | lawcha o llawcha             | | ratón |
| malón            | malon                        | saqueo el ataque sorpresivo de los mapuches con propósitos de saqueo                                                                                              | por analogía durante el siglo XX, la fiesta en que los invitados llegaban de sorpresa a la casa del anfitrión con bebidas y comestibles                                                          |
| pichintún        | pichi o pichin               | pequeño, poco | un poco |
| pichiruchi       | pichi o pichin + rumen + che | pequeño, poco + ser delgado + gente | gente diminuta; algo despreciable, insignificante |
| pilcha           | pelcha; pülcha o pülta       | montón de varias cosas; arruga | ropa, vestimenta, vestuario pobre o en mal estado. |
| piñén            | pigen o piñeñ                | | asperezas de la piel al restregarla; mugre, suciedad |
| pololo           | 1. pülulun, 2. pololo        | 1. revolotear como mosca, 2. «moz[o] que acos[a] a las niñas casaderas galanteándolas, i que carec[e] de los medios, o [...] de la voluntad de llegar al casorio» | novio; nombre común dado a varios coleópteros (Astylus trifasciatus, Golofa minutus, Hylamorpha elegans, o Sulcipalpus elegans, Ligyrus villous y Oogenius virens), trabajo ocasional o temporal |
| puelche          | puel + che                   | este + gente | viento cálido que baja desde la cordillera de los Andes a la depresión intermedia |
| quiltro          | kültru, kültro o kiltro      | originalmente: perro pequeño a mediano y lanudo, con los ojos tapados por el pelo; una de las dos razas de perros autóctonos                                      | perro mestizo, perro callejero |
| ruca             | ruka                         | vivienda | Mientras en mapudungun el término alude a cualquier vivienda, en castellano se usa para denotar la casa tradicional mapuche; además, se emplea en Chile para ciertas viviendas precarias         |
| trapicarse       | trapi                        | ají; es decir atorarse con saliva como si tuviera ají | atorarse con saliva o con comida |

##### Préstamos léxicos de origen quechua
La siguiente lista ilustra el gran número de palabras —excluyendo aquellas que se refieren a comidas típicas, a plantas y a animales endémicos— de uso cotidiano o rural de origen quechua sureño:
| Voz               | Quechua                         | Significado original | Significado                                                                                |
| ----------------- | ------------------------------- | --- | ------------------------------------------------------------------------------------------ |
| chala             |                                 | | zapato rústico que deja partes del pie al descubierto                                      |
| champa            | ch'ampa                         | | tepe, pedazo de pasto o hierbas con tierra adherida; también cantidad considerable de pelo |
| chasca, -quilla   | ch'aska                         | | pelo desarreglado): flequillo                                                              |
| chaucha           |                                 | | antigua moneda de escaso valor, moneda de poco valor                                       |
| chaya             | chaya                           | llegada | confeti                                                                                    |
| chicote           |                                 | | correa usada para azuzar al ganado                                                         |
| chupalla          |                                 | | sombrero artesanal de paja (achupalla) usado por los huasos                                |
| cocaví            | qukawi                          | | colación ligera para viaje                                                                 |
| concho            | qunchu                          | | sedimento al fondo de un recipiente; último hijo de una pareja o muy menor a los demás     |
| coronta           | qurunta                         | | el zuro o marlo de la mazorca                                                              |
| encachar          | k'acha                          | bonito, también se transforma en verbo                                                                                                 | embellecer; hacer bonito, atractivo                                                        |
| guagua            | wawa                            | hijo | niño pequeño, bebé, lactante, sin distinción del sexo                                      |
| guaraca           | warak'a                         | honda | cuerda que se enrolla al trompo o peón, zumbel                                             |
| huasca            | waska                           | cuerda | correa usada para azuzar al ganado                                                         |
| huincha           |                                 | tira delgada de algún material flexible; originalmente cuerda de un largo estandarizado, usada para medir (también usado en Argentina) |                                                                                            |
| llevar al apa     | apay                            | llevar | cargar a alguien en la espalda                                                             |
| nanay             |                                 | dolor | caricia para calmar el dolor; también se usa para describir algo adorable                  |
| ñeque             | ñiq'iy                          | músculo | energía, fuerza, vigor                                                                     |
| pita              |                                 | | cuerda, soga                                                                               |
| pitearse una cosa | pit'ay                          | romper algo en forma brusca, como se corta una cuerda tensa o un palo seco                                                             | romper una cosa                                                                            |
| poto              | putu < mochica poto, testículo: | | nalga                                                                                      |
| pucho             | puchu                           | sobrante | originalmente referido a la colilla del cigarrillo y, por extensión, cigarrillo            |
| suche             | suchiy                          | enviar presentes, encargar a alguien una encomienda para que la entregue a otro                                                        | empleado de última categoría                                                               |
| tincar            | t'inkay                         | | intuir, presentir, entrever, sospechar; tener una corazonada; dar la impresión, parecer    |

##### Préstamos léxicos de origen no hispano
Hay expresiones de origen no hispano y algunos términos provenientes del inglés británico, que fueron arraigándose poco a poco en el vocabulario chileno con la llegada de los inmigrantes europeos no españoles y con la influencia de la televisión:
| Voz              | Origen                                                                    | Significado original | Significado                                                                                                |
| ---------------- | ------------------------------------------------------------------------- | --- | --- |
| afiche           | francés affiche, del verbo afficher                                       | mostrar, exhibir | cartel, póster                                                                                             |
| bifé             | francés buffet                                                            | banco [para sentarse], taburete, aparador                                                                                | aparador o gabinete, mueble con cajones                                                                    |
| bistec           | inglés beefsteak: beef + steak                                            | carne de res + filete | trozo de carne de vaca, ternera o buey                                                                     |
| budín            | inglés pudding                                                            | | |
| chao             | italiano ciao                                                             | hola, adiós [informal]                                                                                                   | adiós |
| chomba           | inglés jumper                                                             | | jersey |
| chucrut          | francés choucroute < alsaciano sürkrüt < alemán sauerkraut: sauer + Kraut | ácido, agrio + col o repollo                                                                                             | |
| chutear          | inglés to shoot                                                           | disparar, lanzar, tirar                                                                                                  | disparar (usado en el fútbol)                                                                              |
| clóset           | inglés < francés < latín clausum                                          | cerrado | armario, ropero, guardarropa, placard o placar                                                             |
| confort          | de la marca de un papel higiénico, < francés confort < inglés comfort     | comodidad | papel higiénico, papel sanitario o papel toilette                                                          |
| école, école cua | italiano eccole qua                                                       | acá están, aquí están | tal cual, exacto; así es, claro                                                                            |
| futre            | francés foutre                                                            | | acomodado, bien vestido, lechuguino, «cuico»                                                               |
| hacer zapping    | inglés to zap                                                             | coloquial o informal], borrar, eliminar, suprimir [en computación e informática]; cargarse a, destruir, liquidar         | |
| huaipe o guaipe  | inglés to wipe                                                            | limpiar o secar | tela desmenuzada en fibras usada en talleres mecánicos como absorbente, estopa                             |
| jaibón           | inglés high + born                                                        | alto, elevado + nacido                                                                                                   | nacido en noble cuna o aristócrata; cuico, cursi, encumbrado, esnob, pituco, siútico                       |
| jeep             | léase yip                                                                 | de la marca registrada por la empresa estadounidense Willys MB de vehículos todo terreno Jeep                            | |
| kuchen           | alemán; léase cujen                                                       | | una especie de tartaleta de frutas                                                                         |
| living           | inglés living room                                                        | sala de estar | cuarto de estar, sala de estar, salón                                                                      |
| lobear           | inglés to lobby                                                           | | cabildear, ejercer presión para obtener algo; instar, presionar                                            |
| lobby            | inglés lobby < latín medieval laubia o lobia < antiguo alto alemán louba  | entrada, salón, tejado                                                                                                   | vestíbulo, foyer                                                                                           |
| lumpen           | alemán Lumpenproletariat                                                  | | población urbana marginal                                                                                  |
| luquear          | inglés to look                                                            | mirar | echar una mirada, un vistazo                                                                               |
| marraqueta       | francés Marraquette o Teran-Marraquett                                    | apellido de los inmigrantes franceses que la habrían inventado                                                           | tipo de pan, también llamado «pan batido» en Valparaíso y Viña del Mar, y «pan francés» en el Sur del país |
| overol           | inglés overalls                                                           | pantalón con peto [Estados Unidos], pantalón con mangas [Gran Bretaña]                                                   | mameluco, mono, overol                                                                                     |
| panqueque        | inglés pancake                                                            | | masa dulce o salada                                                                                        |
| parka            | inglés < aleutiano < ruso < samoyedo                                      | chaqueta hecha de piel                                                                                                   | |
| ponche           | inglés punch < hindi pãč                                                  | cinco —número original de sus ingredientes—                                                                              | |
| queque           | inglés sponge cake                                                        | | bizcochuelo                                                                                                |
| ranking          | inglés ranking, del verbo to rank                                         | clasificación, escalafón, lista, orden o tabla clasificatoria, del verbo clasificar, poner cosas en un orden determinado | |
| rating           | inglés rating                                                             | índice de audiencia [en radio y televisión]                                                                              | cuota de pantalla                                                                                          |
| récord           | inglés record                                                             | | testimonio escrito de algún evento, mejor logro en deportes                                                |
| rosbif           | inglés roast + beef                                                       | asado + carne de res | |
| short            | inglés shorts o short trousers                                            | pantalones cortos | pantalón corto, pantaloncillo                                                                              |
| strudel          | alemán                                                                    | postre típico tradicional de las cocinas alemana y austriaca                                                             | |
| suéter           | inglés sweater                                                            | | |
| tic              | inglés tic < francés tic douloureux                                       | tirón o movimiento nervioso doloroso                                                                                     | |
| tsunami, sunami  | japonés 津, tsu, + 波, nami                                               | puerto o bahía + ola | maremoto                                                                                                   |
| vestón           | francés veston < veste                                                    | | chaqueta                                                                                                   |

##### Préstamos léxicos de origen cuestionado
| Voz       | Origen | Significado original                                                                   | Significado                                                                                       |
| --------- | --- | -------------------------------------------------------------------------------------- | ------------------------------------------------------------------------------------------------- |
| achunchar | - mapudungun chuchu o chunchu - aimara o quechua ch'unchu | - especie de búho que se encoge cuando se le enfrenta; - plumaje                       | avergonzar, turbar                                                                                |
| aguaitar  | - catalán guaita - árabe ¿? - inglés to wait | - vigía, centinela - observar, asomarse, vigilar - esperar                             | cuidar, guardar; acechar, aguardar cautelosamente; mirar, ver; atisbar, espiar; aguardar, esperar |
| cachar    | - inglés to catch - (los estudiosos de la evolución histórica del español en Chile lo suelen asociar a una degeneración del vocablo en desuso catar; catear) | - agarrar, asir, atrapar, coger, comprender, pescar, pillar, tomar - buscar, descubrir | captar, comprender, entender, saber, ver                                                          |
| poncho    | - mapudungun pontro - quechua punchu - español «poncho» | - frazada, tela de lana; - frazadilla                                                  |                                                                                                   |

### Otras particularidades
Según el filólogo Rodolfo Oroz, «uno de los rasgos más sobresalientes del habla chilena [es] el pródigo uso de diminutivos[; e]ste hábito es propio de todas las clases sociales en el lenguaje corriente, pero siempre algo mayor en las mujeres y niños y en la gente del pueblo, en general, y en los campesinos en particular». Los diminutivos son usados afectuosa o amablemente en el lenguaje coloquial, por ejemplo: «chiquitito, despacito, pancito, poquito, ratito, tecito» y «vinito», entre otros. Aunque es poco frecuente, también se practica el «rimbombeo» de las palabras para darle más interés a una frase, por ejemplo «caracho» por ‘cara’ y «tontorrón» por ‘tonto’.
Es común el uso metafórico de nombres de animales, expresiones «zoonímicas» o «zoomórficas» en dichos y locuciones. Por ejemplo, «andar/estar pato» (‘andar/estar sin dinero’), «darse una manito de gato» (‘arreglarse, maquillarse’), «ech[ársele] la yegua» (‘sentir un cansancio repentino y fulminante’), «estar como piojo» (‘estar drogado’), «hacer una vaca» (‘donar dinero para un fin común entre varias personas’), «pasarlo chancho» (‘pasarlo bien’), «por si las moscas» (‘por si acaso’), «ser avispado» (‘ser listo/sagaz/vivo’) y «ser pavo» (‘ser desatento/estúpido’). Otras expresiones son «ser caballo» (‘ser magnífico’), «ser chancho» (‘ser sucio/desaseado/glotón’), «ser choro» (‘ser alguien notable por alguna razón’) —dependiendo del contexto, la palabra «choro» también puede significar ‘altanero’, ‘ladrón’ o ‘simpático’; también es un término vulgar para denominar la vagina—, «ser ganso» (‘ser desatento/estúpido’), «ser pollo» (‘tener poca experiencia’) y «ser un buen gallo» (‘ser un buen hombre’); «cabro, -a» (‘muchacho, -a’), «estar cabreado, -a» (‘estar harto, -a’) y «pollo» (en los sectores bajos, ‘un cobarde’).
Existen palabras y expresiones coloquiales que tienen relación con hechos de la historia del país, tales como «[andar/estar] más perdido que el teniente Bello», 'no hallar o perder el camino', «clotear» (referido al dirigente sindical Clotario Blest, que era detenido por la policía en todas las manifestaciones; se acuñó el verbo «clotear» para significar 'ser detenido', hoy es usado para significar 'salir mal algo') y «mandarse un condoro», ‘cometer un error’ (relacionado al personaje de historietas Condorito y al exfutbolista Roberto Cóndor Rojas).
Parte de la jerga juvenil chilena suele asemejarse al argot francés coloquial de los jóvenes o al lunfardo rioplatense; se da, sobre todo en el área metropolitana de Santiago, donde se invierten las sílabas de cada palabra (así, de las palabras metro y micro, dos medios de transporte público en Chile, se originan «trome» y «cromi»). Este tipo de modificación se utiliza en la jerga informal como imitación burlesca de la jerga hablada por los delincuentes chilenos, conocida como «coa», posiblemente derivada de, y equivalente a, el vesre, en la que se invierten las sílabas de muchas palabras («broca cochi» es «cabro chico»; es decir, 'niño').

## Empleo en los medios de comunicación

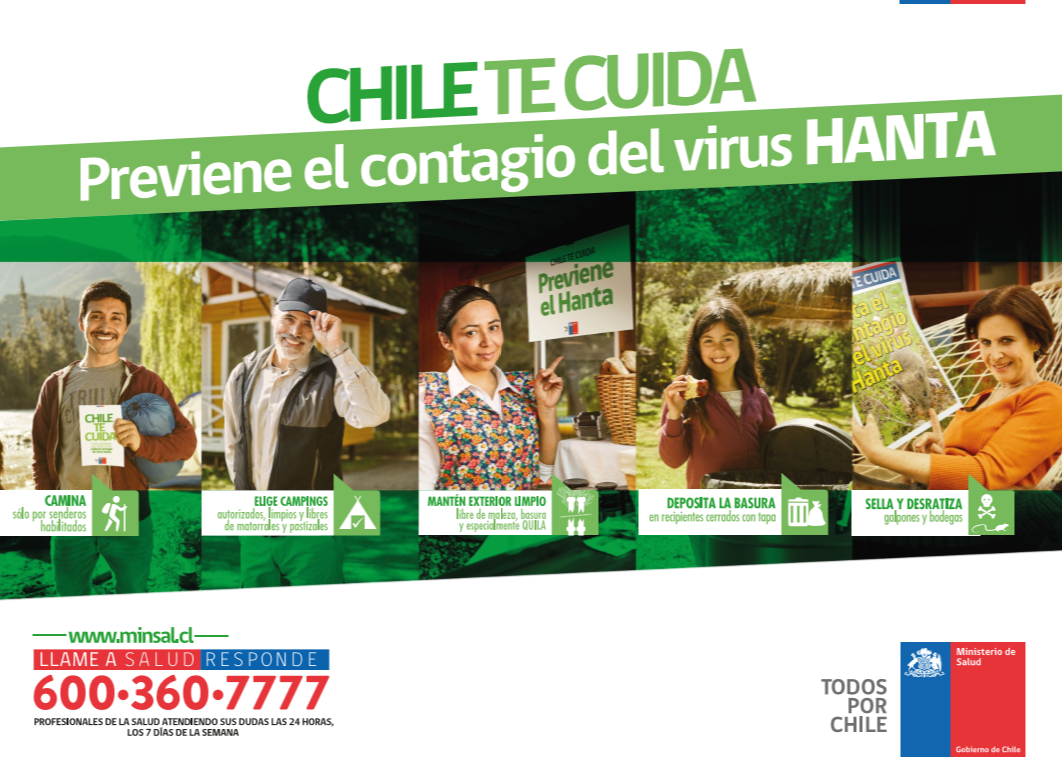
Mensaje «Previene el contagio del virus HANTA» en un afiche del Ministerio de Salud de Chile para la prevención del virus hanta en 2015

Medios de comunicación escritos como El Mercurio y La Tercera utilizan prioritariamente un lenguaje sin localismos coloquiales. Sin embargo, las campañas dirigidas a un público joven tienden a usar voseo verbal y términos coloquiales, aunque sin caer en el vulgarismo.
Por el contrario, el periódico La Cuarta, considerado un ícono de las formas populares de expresión, que incluyen léxico de origen indígena, está íntegramente escrito en lenguaje informal y familiar, dirigido a los estratos bajo y medio-bajo de la sociedad chilena y con una importante tirada. Por su parte, el semanario The Clinic, que analiza la sociedad y la política del país en forma satírica, está escrito mezclando distintos registros de habla.
Las radios y los canales de televisión alternan los registros según el tipo de programas y su público objetivo.